# Personaggi di Army Wives - Conflitti del cuore

## Personaggi principali
- Claudia Joy Holden (stagioni 1-6), interpretata da Kim Delaney.
Moglie del generale Holden, madre di Amanda Joy ed Emmalin Jane. Ha frequentato la facoltà di legge ad Harvard senza concludere gli studi poiché dopo aver conosciuto Michael è rimasta incinta e non ha mai potuto diventare avvocato, anche se nel corso della 5 stagione otterrà la laurea dopo aver ripreso gli studi. Sarà messa a dura prova dalla morta improvvisa di Amanda, la sua prima figlia, nella prima stagione. Nella prima puntata della seconda stagione la troviamo in ospedale, a letto, in stato di coma. Avrà un incontro con la figlia Amanda, appena scomparsa e la lascerà ad Harvard, università che la ragazza avrebbe dovuto frequentare. Nel corso della storia le verrà diagnosticato il diabete. È molto impegnata nelle attività sociali di Fort Marshall ed è la più responsabile e saggia del gruppo. È molto amica di Denise Sherwood che conosce da molti anni e alla quale confida i propri segreti.
- Denise Sherwood (stagioni 1-7), interpretata da Catherine Bell.
Moglie di Frank Sherwood e madre di Jeremy, è un'infermiera che ha smesso di lavorare per la famiglia, tuttavia nel corso della storia riprenderà il lavoro e diventerà paramedico. Nella prima stagione ha molti problemi con Jeremy che però si risolveranno. Una volta tornata al lavoro intreccia due storie con un medico dell'ospedale e un paziente che mettono a dura prova il suo matrimonio con Frank fino ad arrivare ad un passo da divorzio. Tuttavia i due si riavvicineranno fino ad avere una bambina: Molly. Appena dopo il parto della bimba conoscerà la futura nuora, Tanya, che Jeremy ha conosciuto durante una missione all'estero.
- Roxanne Marie "Roxy" Le Blanc (stagioni 1-6), interpretata da Sally Pressman.
Moglie di Trevor e madre di TJ e Finn è la più disinibita del gruppo delle mogli di Fort Marshall. Nella prima serie lavora come cameriera all'Hump Bar ma successivamente all'attentato terroristico deciderà di comprarne la metà dalla proprietaria, Betty. Durante la seconda stagione Betty si ammalerà gravemente e quindi Roxy si ritroverà a gestire all'attività da sola. Nel corso delle varie stagioni deciderà di tornare a scuola per prendere il diploma, grazie anche all'intervento di Roland, che le farà da insegnante e deciderà di avere un figlio da Trevor.Subirà un aborto nella 4ª stagione. Ha un rapporto molto difficile con la madre, Marda, che la va a trovare ogni tanto portando solo guai. Ha avuto un'infanzia molto difficile e crescendo è rimasta incinta del suo fidanzato che l'ha picchiata mentre era incinta di TJ. Dopo essere stata picchiata è scappata e rifugiatasi da un amico, è rimasta incinta di Finn.
- Colonnello Joan Burton (stagioni 1-7), interpretato da Wendy Davis.
Ottimo ufficiale che ha trascorso due anni in Afghanistan al comando del suo battaglione composto da più di 400 uomini. Al suo ritorno però ha molti problemi a riambientarsi e questo metterà in serie pericolo il suo matrimonio con Roland Burton. È molto esperta di armi e di arti marziali. La sua carriera militare sembra finita quando omette in un suo rapporto al Colonnello Holden di scrivere che un sergente le ha puntato una pistola in testa. In seguito al pensionamento del gen. Beakers e alla promozione a generale del colonnello Holden, Joan Burton viene promossa a vice comandante di Fort Marshall. In seguito alla partenza del gen. Holden per la base NATO di Bruxelles il suo posto viene preso dal ten. col. Evan Connor. Al ritorno del generale Holden, a Joan viene offerto il posto di capo dell'intelligence della 23ª divisione, incarico che le eviterebbe la partenza per l'Iraq, ma Joan rifiuta sostenendo che la sua missione sia di condurre in Iraq il suo battaglione e di fare il possibile per riportare tutti i suoi soldati a casa. Questo rifiuto fa aumentare la stima del generale Holden nei confronti di Joan. Prima di partire, Joan viene nominata comandante della squadra rossa per i giochi di guerra simulata. Nonostante gli sporchi trucchi di Evan Connor (assegnato come comandante della squadra blu, avversaria della squadra rossa) riesce a vincere la competizione. Il gen. Holden le offrirà la possibilità di rimanere a Fort Marshall e di diventare il suo ufficiale di stato maggiore ma Joan rifiuta e parte. Dopo essere ritornata a Fort Marshall a causa di un problema agli occhi verrà promossa al grado di Colonnello e diventerà comandante della guarnigione di Fort Marshall. Nella quinta stagione, insieme al marito Burton, adotterà un figlio: David Burton.
- Agente Pamela Moran (stagioni 1-5, ricorrente stagione 6), interpretata da Brigid Brannagh.
Pamela è moglie di Chase Moran e madre di Kathy e Lucas. La prima stagione si apre con il suo parto di due gemelli che però non sono figli suoi; ha infatti affittato l'utero per una coppia sterile per guadagnare soldi che serviranno a saldare i debiti. È una donna molto forte, ex poliziotto, tornerà al suo mestiere una volta separata dal marito per mantenersi. Nel corso delle stagioni lavorerà anche alla radio di Fort Marshall conducendo un programma dedicato alle mogli dei militari che verrà chiuso per volontà del tenente colonnello Evans che darà poi quello spazio alla moglie. Lo spazio verrà riassegnato a Pamela dopo che questa di recherà dal colonnello Burton che informerà immediatamente il gen. Holden il quale deciderà di riaffidare lo spazio a Pamela. È molto amica di Roxy con la quale ha un rapporto di piena fiducia che le porta a far crescere insieme i loro rispettivi figli. Nella quarta stagione accetterà l'incarico di agente della Polizia di Charleston e sarà subito notata per la sua capacità investigativa tanto che le verrà offerto un posto come detective presso il dipartimento di Polizia di Atlanta.
- Tenente generale Michael James Holden (stagioni 1-7), interpretato da Brian McNamara.
Inizialmente ricopre la carica di vice comandante di Fort Marshall. In seguito al pensionamento del generale Beakers e alla sua promozione a generale diventa il comandante della base di Fort Marshall. È sposato con Claudia Joy Holden e ha due figlie Emmalin e Amanda,una delle quali, Amanda muore nell'ultima puntata della prima stagione in seguito ad un'esplosione. Dopo un anno come comandante di Fort Marshall viene promosso a vice comandante della base NATO di Bruxelles. Dopo poche settimane da vice comandante NATO, Micheal viene sostituito da un altro generale statunitense e viene promosso a generale di divisione e riassegnato come comandante di divisione della 23ª divisione aerotrasportata (della quale fa parte la guarnigione di Fort Marshall) e può così rimanere a Fort Marshall. Nella quarta stagione partirà per l'Afghanistan con Frank, Jeremy e Trevor. Nell'ultimo episodio della quarta stagione viene rapito da un gruppo di talebani in seguito all'atterraggio di emergenza del suo elicottero. Verrà poi liberato dalla squadra della Delta Force comandata da Chase Moran e tornerà a Fort Marshall in tempo per la cerimonia di diploma di sua figlia Emmalin. Nella quinta stagione si viene a sapere che Fort Marshall verrà chiusa e il generale Holden verrà riassegnato al Pentagono a Washington.  Dopo questa notizia, per favorire la carriera della moglie e per orgoglio personale, il generale decide di andare in pensione. Tale decisione viene riconsiderata quando, dopo aver perso l'opportunità per diventare comandante della scuola militare per ufficiali di West Point, viene, nella sesta stagione, promosso al grado di tenente generale.
- Dott. Roland Burton (stagioni 1-7), interpretato da Sterling K. Brown.
Marito del tenente colonnello (poi promossa colonnello) Joan Burton. Roland è uno psichiatra che lavora all'ospedale della base, il Mercer Army Medical Center. Proprio grazie alle sue conoscenze in materia di psichiatria, capirà che la moglie ha dei problemi psicologici dovuti alla sua esperienza in Afghanistan. La sua relazione com Joan Burton entra in crisi quando lui le confessa di averla tradita con una giornalista ma in seguito alla notizia della gravidanza di Joan, i due si rincongiungono. Dopo la nascita della figlia, Sarah Elizabeth, Roland ricomincerà a lavorare come psichiatra al Mercer Army Medical Center (l'ospedale militare di Fort Marshall) dando la disponibilità ad essere chiamato per le emergenze notturne.
- Tenente Trevor Le Blanc (stagioni 1-7), interpretato da Drew Fuller.
Soldato della base di Fort Marshall che sposa Roxanne Marie "Roxy" dopo 4 giorni di corteggiamento. Trevor ha avuto un'infanzia difficile, in quanto è stato adottato mentre suo padre era in carcere condannato all'ergastolo. Proprio per questo motivo, prima di partire per l'Iraq decide di adottare i bambini di Roxy, TJ e Finn. In Iraq sventerà un attentato terroristico ma rimarrà ferito ad una spalla. Tornato a casa, promosso a soldato specialista, in seguito alla ferita verrà insignito della Stella d'Argento (Silver Star), il terzo riconoscimento dell'esercito degli Stati Uniti, e ancora in seguito verrà promosso a sergente e nominato reclutatore. Nella quinta stagione farà domanda per la "Candidate Officier Academy", ovvero la scuola per poter accedere al ruolo ufficiali che gli permetterà di diventare sottotenente. Nel primo episodio della sesta stagione detiene il grado di sottotenente, ma, nel corso della stessa, verrà promosso a tenente.
- Emmalin Jane Holden (stagioni 2-4, ricorrente stagioni 5-6), interpretata da Katelyn Pippy.
È una delle due figlie adolescenti di Claudia Joy e Michael Holden (l'altra è Amanda, la maggiore, che morirà a seguito di un attentato terroristico all'Hump bar, causato da un soldato disturbato che non riesce a superare il tradimento della moglie). Prima di morire, Amanda sarebbe dovuta entrare al Virginia College. È stata la fidanzata di Jeremy Sherwood che l'ha amata moltissimo e che per superare la sua perdita diventerà molto amico della sorella Emmalin. Emmalin è la figlia minore e risentirà molto della perdita della sorella e della reazione a questa morte da parte dei suoi genitori. Ama molto giocare ad Hockey e rischierà di compromettere la sua carriere sportiva e l'ammissione al college in seguito ad un infortunio; chiederà quindi aiuto al dottor Burton. Molto spesso è in conflitto con il padre, il generale Holden a causa dei rispettivi caratteri forti e molto simili.
- Colonnello Frank Sherwood (stagioni 3-7, ricorrente stagioni 1-2), interpretato da Terry Serpico.
Sposato con Denise Sherwood che ha conosciuto quando fu ricoverato per una frattura alla gamba e Denise lavorava come infermiera. Dopo essere partito per l'ennesima volta per il fronte, è uno dei dispersi in seguito all'incidente dell'elicottero che trasportava i soldati. Dopo alcuni giorni viene ritrovato vivo e condotto a Fort Marshall dalla moglie Denise e dal figlio Jeremy. Quando il figlio gli confessa di aver picchiato la madre, Frank lo caccia di casa, ma prima di ripartire per il fronte, lo va a trovare a Fort Benning (dove Jeremy si è arruolato) e lo perdona. Tornato in Iraq, la moglie Denise ha una storia con un medico del Mercer Army Medical Center (dove lavora come infermiera). In seguito a questo fatto, Denise e Frank decidono di separarsi per un po'. Durante l'assenza di Frank, Denise ha un'altra storia con un paziente dell'ospedale e perciò viene licenziata e la voce si sparge in tutta la base fino ad arrivare in Iraq da Frank. Ritornato a casa per comandare la squadra di supervisione dei giochi di guerra simulata, Frank chiede il divorzio da Denise. Ma prima che il divorzio diventi esecutivo, Frank fa annullare il procedimento e dice a Denise che la ama ancora. Viene promosso tenente colonnello e nominato ufficiale di stato maggiore dal generale Holden. Nella sesta stagione viene promosso al grado di colonnello.